# Cephenemyia ulrichii
Cephenemyia ulrichii – gatunek owada z rodziny gzowatych (Oestridae). Jego larwy pasożytują na łosiu (Alces alces).